# Romeinse wegen in België

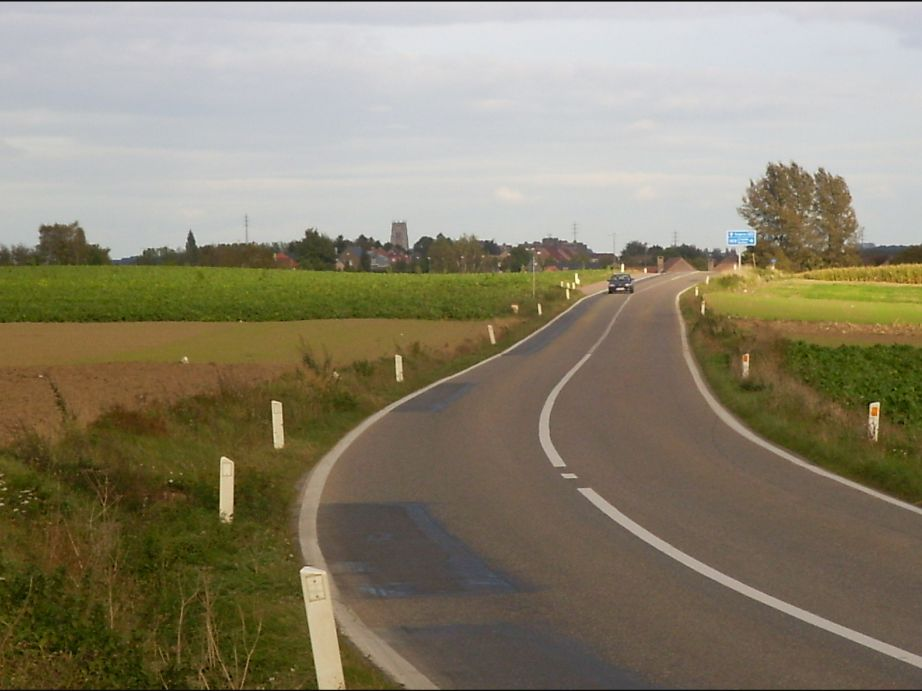
De Romeinse kassei in de buurt van Tongeren.

De Romeinse wegen in België zijn ten dele door opgravingen bekend. In oost-westelijke richting bestonden er:
- Via Belgica of Via Agrippinensis
- Romeinse kassei
- Chaussée Brunehaut
- Vecquée

De Romeinse noord-zuidverbindingen waren:
- Steenstraat
- Heirbaan Tongeren-Duurstede
- Heirbaan Maastricht-Nijmegen
- Via Mansuerisca
- Romeinse weg Bavay-Velzeke

Versterkingen langs de limes Zuidroute:
- Feresne (Mulheim of Dilsen)
- Atuatuca Tungrorum (Tongeren)